# Altviller
Altviller (Duits: Altweiler) is een gemeente in het Franse departement Moselle (regio Grand Est) en telt 534 inwoners (1999). De plaats maakt deel uit van het arrondissement Forbach-Boulay-Moselle.

## Geografie
De oppervlakte van Altviller bedraagt 4,9 km², de bevolkingsdichtheid is 109,0 inwoners per km².
De onderstaande kaart toont de ligging van Altviller met de belangrijkste infrastructuur en aangrenzende gemeenten.

## Demografie
Onderstaande figuur toont het verloop van het inwonertal (bron: INSEE-tellingen).